# Granville Sharp

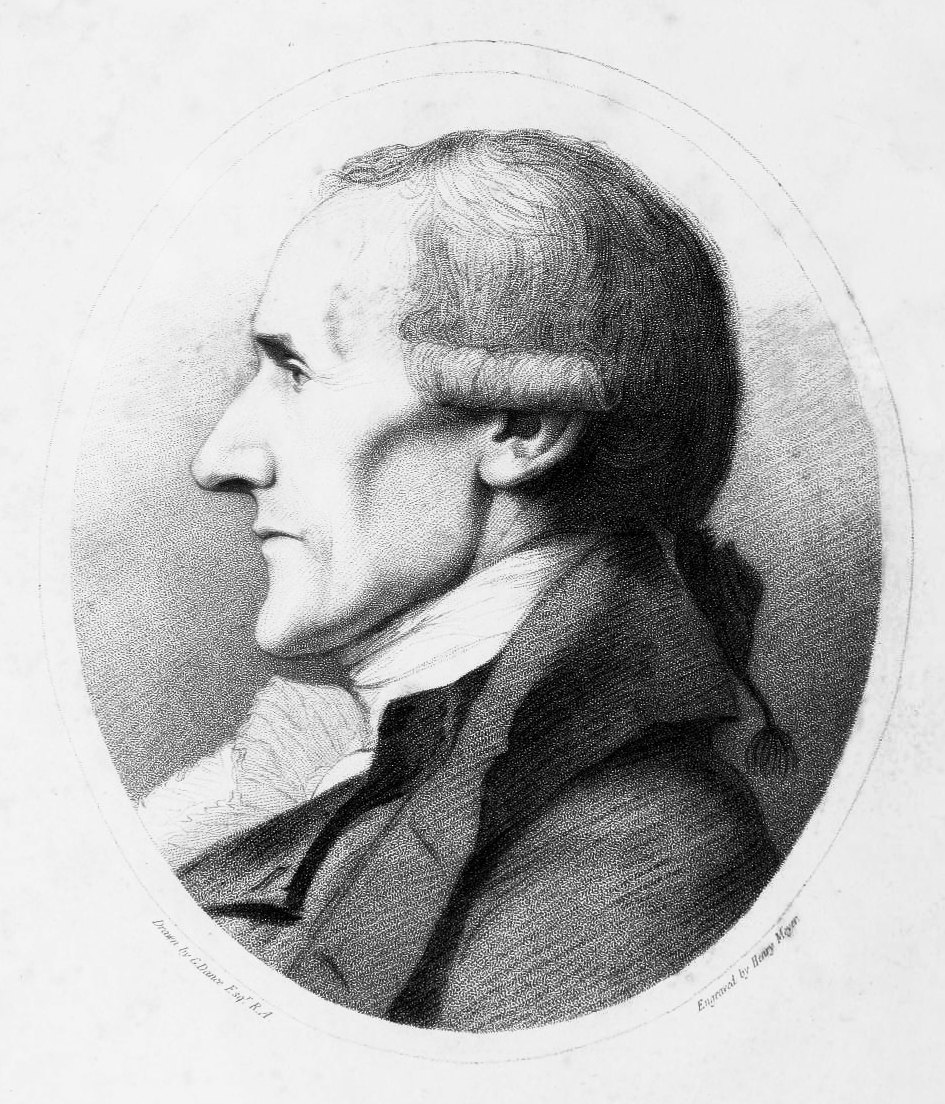
Granville Sharp

Granville Sharp (10 de novembro de 1735 - 6 de julho de 1813) foi um dos primeiros ativistas britânico a processar o abolição do tráfego internacional de escravos. Esteve também envolvido na correção de outras injustiças sociais. Sharp formulou um plano para instalar libertos negros na Serra Leoa e fundou a St. George's Bay Company, precursora da Sierra Leone Company. Os seus esforços levaram à fundação da província de Freedom e, mais tarde, de Freetown, na Serra Leoa, e é considerado um dos fundadores da Serra Leoa. Foi também um estudioso bíblico e clássico e um músico talentoso.

## Luta contra a escravatura
Em 1765, Sharp encontrou Jonathan Strong, um escravo que tinha sido cruelmente espancado pelo seu senhor e depois abandonado na rua. Sharp cuidou dele, pagou o seu tratamento médico e arranjou-lhe um emprego. Posteriormente, foi reclamado pelo seu proprietário e vendido a um agricultor, James Kerr, por trinta libras. Os dois proprietários foram levados a tribunal por Sharp, que negou a ambos o direito de propriedade de Jonathan Strong, que ficou em liberdade. Sharp dedicou os dois anos seguintes a um estudo aprofundado do direito inglês, especialmente no que se refere à liberdade pessoal. Este caso fez de Sharp um campeão da causa abolicionista e, nos anos que se seguiram, outros escravos vieram ter com ele em busca de liberdade. Em 1769, Sharp publicou “A Representation of the Injustice and Dangerous Tendency of Tolerating Slavery ...”, o primeiro tratado inglês que atacava a escravatura.
Em janeiro de 1772, foi-lhe pedido que ajudasse no caso de James Somersett, um escravo da Virgínia, que tinha sido levado para Inglaterra pelo seu senhor em 1769, fugiu dele em 1771 e foi subsequentemente capturado e enviado para a Jamaica. No entanto, alguns cidadãos conseguiram impedir a remoção e fazer com que o caso fosse revisto pelos tribunais ingleses para determinar se a sua prisão tinha sido legal. Sharp tornou-se o verdadeiro defensor do caso, que foi finalmente resolvido em 22 de junho de 1772, com a declaração de que ele tinha sido capturado e enviado para a Jamaica. No entanto, alguns cidadãos conseguiram impedir a remoção e fazer com que o caso fosse revisto pelo poder judicial inglês para determinar se a sua prisão tinha sido legal. Sharp tornou-se o verdadeiro defensor do caso, que foi finalmente resolvido em 22 de junho de 1772, num pronunciamento de William Murray, Lord Mansfield, Presidente do Supremo Tribunal de Inglaterra e do País de Gales, que decidiu que era necessário um estatuto ou uma lei de direito positivo que autorizasse a escravatura e que a ausência de tal disposição aprovada pelo parlamento significava que a prisão era ilegal, o que significava que qualquer escravo que pusesse os pés em solo inglês poderia obter a liberdade imediata.